# Galea monasteriensis
Galea monasteriensis je vrsta glodavca, ki so ga po naključju odkrili leta 1997.
Vrsta izvira iz območja Valle Hermoso v Boliviji, ki se dviga 2557 mnm. Od tam so leta 1997 tega glodavca poslali v Nemčijo na laboratorijske preiskave, ki so potrdile novo vrsto.